# ネットゴーストPIPOPA
『ネットゴーストPIPOPA』（ネットゴーストピポパ、英名：NETGHOST PIPOPA）は、ミルキーカートゥーンとテレビ東京が共同で制作していた、インターネットをテーマとしたテレビアニメ。テレビ東京系列で2008年4月6日より2009年3月29日まで放送された。

## 概要
デジタルマーケティングビジネス事業を行うトランスコスモスが初めて手掛けるアニメーション作品。高度にコンピュータ化が進められた都市・上舞市に住む少年・秋川勇太と、ネットの世界の住人で「ネットゴースト」と呼ばれるピット、ポット、パットの3匹を中心に物語は展開する。
この番組から2010年度の『メタルファイト ベイブレード 爆』までハドソンが日曜8時30分枠のスポンサーに就いている。

## あらすじ
上舞市に家族と共に引っ越してきた小学生・秋川勇太は、ある日携帯電話に奇妙なメールを受信する。勇太がそのメールを開くと携帯電話の画面が光りだし、勇太はそのまま画面に吸い込まれてネット世界の中に入り込んでしまう。そこで勇太はネットゴーストのピット、ポット、パット…通称「ピポパ」と出会う。3匹の助けで人間世界へと戻った勇太であったが、ピポパの3匹に「凄いネットゴーストになること」について協力を求められてしまう。こうして勇太とピポパの冒険が始まる。

## 登場人物

### 主要人物
秋川 勇太（あきかわ ゆうた）
声 - 佐藤利奈
本作品の主人公。上舞第三小学校に転校してきた小学生で、5年3組に所属している。現在は誕生日を迎えて、11歳。臆病で自分に自信の持てない性格。自分から話すことは少なく、いつもピポパから振り回されている。
幼い頃のトラウマでコンピュータと接するのが苦手で携帯電話でメールのやり取りをすることくらいしかできない。以前住んでいた場所とは違い、パソコンを使う授業や、自動化された学校の設備には驚きを隠せなかった。自分がこの先まともに学校生活を送っていけるのか不安を感じているが、エリ子やひかるからパソコンの基本操作を教わりながら授業に付いていこうとしている。
ピポパとの出会いでネット世界を行き来することが出来るようになり、ネット世界の探検を通じて勇気や信頼の強さを学んでいき少しずつ成長していく。
画面でピットと指を合わせることでネットダイブすることができる。
趣味は天体観測で、星座に精通している。スポーツ番組が好き。誕生日は6月8日。星座は双子座。
キャラクターの名前の由来は、製作者の伝えたかったメッセージの勇気から。
祖父江 ひかる（そふえ ひかる）
声 - 矢作紗友里
本作品のヒロイン。10歳。勇太のクラスメイトの活発な少女。髪型はツインテール。好奇心旺盛で、何事にも積極的に取り組む。学業の成績は高く、運動神経も良い。コンピュータ全般に詳しく、勇太に自ら進んで教えてあげている。ゲームなども得意である。
美青年や好青年に興味を持っており相沢に一目惚れしている。その他恋占いなどにも興味を持っており、彼女曰く、運命の人は相沢か勇太と予想している。カズシゲに好意を寄せられているが、彼女は気付いていない。
家に両親がいないため、実はさみしがり屋な面もある。また自分で家事全般をこなしている。
ピポパの存在に気付いて興味を持ち、勇太と共にネット世界で探検することとなる。彼女もまた勇太と同じく、勇気や信頼の強さを学んでいく。ネット世界に行く時はエコロンと共に行動している。公式サイトには「最初は勇太のことを頼りなく思っているが、少しずつ勇太に惹かれていく」と説明されているが、アニメでは惹かれている様子は見受けられない。
趣味は植物を育てることや自然環境など。またオツカレのサイトを見るのが好きで、この話には他のものには目もくれない。
キャラクターの名前の由来は、製作者の伝えたかったメッセージの光から。
進藤 守（しんどう まもる）
声 - 笹島かほる
勇太が転校する前に通っていた、日鷹小学校で親友だった少年。現在は勇太と同じく誕生日を迎えているので11歳。小学校に入学してしばらくして勇太と出会う。最初は勇太からは守はどことなく大人だから友達にはなれないと思われていた。以前に勇太と二人でラムネの当たりが出るまで、競争をしていた。以前、運動会の徒競走で転んでしまい勇太と最下位になる。今でも2人は良き親友で連絡を取り合っているが、一時期勇太からの電話に目を背け居留守を使っていた。勇太が話していたネット世界の話も疑うことなく聞き入れた。ネットについて深い知識を持ち、プログラミングの能力にも長けている。部屋には、プログラミングの書籍が沢山あり、その中にはごく一部のものしか持っていないドクター・フォレストの学生時代の論文も含まれている。有名な工学博士だった母方の祖父アレックスを、尊敬している。初めてネットダイブをした時、プログラムが不完全であった。そのためネット世界の勇太たちには自分の姿が見えていなかった。夏休みにネットダイブの研究の為、勇太に黙ってアレックスに会いに、単身ドイツに渡り今は帰国している。今は守の精神はディバインと同化していて抜け空になった肉体は、守の記憶を元に作られたプログラムで動いている。しかし、以前勇太と駄菓子屋に寄っていたことや、タイムカプセルに埋めた、駄菓子屋で二人でお金を出し合って買ったガムの当たりくじのことを憶えていなかった。
祖父のドクター・フォレストの意識と共にディバインを構成していたが、最終回にて分離、同化される前の意識が肉体へと戻った。
誕生日は6月9日。星座は双子座。
キャラクターの名前の由来は、製作者の伝えたかったメッセージの守るから。

### ピポパとプー
ピット
声 - 白石涼子
明るい性格で悪戯をするのが大好きな、赤い色のネットゴースト。ネット世界一のスピードを誇る。「ジェットピット」や「ピットカー」に変身でき、誰かを乗せて飛行したり道を走ったりできる。1話では勇太が叫んだことによりジェットピットの能力が上がった。ポット・パットらといつも一緒に行動しており、3匹の中ではリーダー的な存在。行動力はあるが短気な性格で、思い込みが激しい。しかし誰か守ろうとする正義感もある。また閉所恐怖症で幽霊などの類も苦手。ポット・パットと3匹まとめて「ピポパ」と呼ばれることを嫌がる。
ポット
声 - 新井里美
のんびり屋で人懐こい性格の、黄色のネットゴースト。3匹の中ではムードメーカー的な存在。ネット世界一の力持ち。食いしん坊で、食べ物には目がない。可愛い子や美人を見た時、声色が変わる。
パット
声 - 矢部雅史
冷静沈着で頭脳派の、青い色のネットゴースト。3匹の中ではブレーン的な存在で、データ解析などの能力に長けている。しゃべる時に眼鏡を動かすことが多い。のんびりと過ごしている時にはピット・ポットらの遊びに付き合ったりもするが、基本的には生真面目な性格で融通が利かないので、予想外の事態が起こると冷静さを失うこともある。しゃべり方は敬語。
プー（セイレーン）
声 - 豊崎愛生、高垣彩陽（唄シーン）
ドリームフューチャー社から生まれたプログラム。本作品の第27話から登場する（セイレーンとしては第13話初登場）。一見ネットゴーストのように見えるが、その正体はかつてネット世界と現実世界の両方を支配しようとした人間により創られたプログラムである。秘める歌声は周囲のサイトを全て破壊しネットゴーストを停止させてしまうほどの力を持つ。ドリームフューチャー社に軟禁されていたが、風間の企てによりわざと解放され、偶然出会ったピポパたちと共に行動する。純粋無垢で天真爛漫、好奇心旺盛で、何でも知りたがるが勉強は苦手。ピポパや勇太達等親しくなると構いなくキスしたりする。「プー」が口癖であり、かつ自分の名前を知らなかったため、ピットに「プー」と名付けられる。ピットとケンカすることが多いが、本当は仲が良くピンチの時に助けてもらっている。
40話にてプーの中に眠っていたセイレーンが目覚め、プーは世界を守ることができたがピポパたちの前で消えてしまう。しかし、最終回にてドクター・フォレストのパソコンからよく似た卵が発見された。

### 上舞第三小学校
江ノ島 カズシゲ（えのしま カズシゲ）
声 - 三戸崇史
勇太のクラスメイトのガキ大将。シュウゾウとコースケを子分に従えている。ひかるに惚れており、ひかるからいつも優しくされている勇太のことをライバル視している。またサヤカが転校してきたことにより、サヤカに一目惚れし、ひかるとサヤカの二人に好意を寄せている。
勇太には3人で嫌味を言ったり一方的に勝負を仕掛けたりしているが、卑怯なことはしない主義。「ダイナゴン」というハンドルネームでサイト「日々の詩」を開いており、その詩の才能はネット上で高く評価されている。
19話で勇太・ひかると共にネットダイブしてしまうが、その現実を受け止め切れず、自分は夢の中にいると最初は思い込んでいた。しかし、カズシゲは少しずつ現実を受け止めるようになり、なお勇太と共にネット世界を守るため、共に行動することが多くなり、徐々に二人の仲が良くなっている。
なお、ネットの世界ではビボバとも一緒に行動するようになった。
実家は和菓子屋で、カズシゲも店番をしたりして手伝っている。
カズシゲの名の由来は長嶋一茂で、父・シゲオは長嶋茂雄。
松下 シュウゾウ（まつした シュウゾウ）
声 - 代永翼
勇太のクラスメイトで、髪をマッシュルームカットにしている少年。カズシゲとコースケの友人。パソコンに詳しい。実家はコンビニを経営しており、シュウゾウ自身も店を手伝っている。彼の着ている服は表情が変化する。
46話でカズシゲやコースケと共にネットダイブした。
口癖は「マジ○○!?」。
北山 コースケ（きたやま コースケ）
声 - 矢口アサミ
勇太のクラスメイトで、いつもニットキャップを被っている少年。カズシゲとシュウゾウの友人。機械弄りが得意。
口癖は「超○○じゃねぇ!?」。
サヤカ・エレンコワ
声 - 宮崎羽衣
ロシア人ハーフの転校生。本作品の第27話から登場する。容姿はかなりの美少女でカズシゲに好意を寄せられている。パソコンを完璧に使いこなす天才少女。勇太には「守みたい」と思われている。髪色は金髪。転校してきてから、花梨の家（雪谷亭）で下宿している。母・セイコの前では心を開いているようである。
サヤカの正体がネットヴィーナスだということが勇太たちにバレ、そのことをきっかけに共に行動することになる。また勇太たちと行動を共にしていくうちにサヤカの性格も徐々に変化し、心を開いていく。
一人称は「私」。みんなからは「サヤカちゃん」と呼ばれている。
口癖は「私、悪くない…」。
雪谷 花梨（ゆきたに かりん）
声 - 高垣彩陽
勇太のクラスメイトでひかるの親友。普段は大人しい性格の少女。幼少時は病気がちだったため、小学校入学が1年遅れている。学業の成績は高く、将来は医者になるのが夢。実家は旅館「雪谷亭」を経営しており、花梨自身も家業を手伝っている。高い所が苦手。
オリハルコンのかけらの力により46話でネットダイブしてしまう。しかし、本人は夢であると思っていた。仕事に熱心であるため、ネット世界の雪谷亭でも手伝いをしていた。
50話ではネット世界を守るために再びネットダイブする。
本作品の第7話で初登場する。
久瀬 拓海（くぜ たくみ）
声 - 儀武ゆう子
勇太のクラスメイトの学級委員長。眼鏡をかけた小柄な少年で生真面目な性格。一方で身の危険が迫ると臆病になる。
浦澤 京子（うらさわ きょうこ）
声 - 豊崎愛生
勇太のクラスメイトの女子。髪色はオレンジ色。
本条 千鶴（ほんじょう ちづる）
声 - 世戸さおり
勇太のクラスメイトの女子。
村田 エリ子（むらた エリこ）
声 - 木下紗華
上舞第三小学校5年3組の担任。担当クラスの児童たちには優しく接している。学校では眼鏡をかけて髪を三つ編みにし、服装もポロシャツにジャージと地味な格好をしている。プライベートでは「エリエリ」の名でネットアイドルをしていて、その人気は高く評されているが児童たちは気付いていない。猫のような口が特徴的。相沢に惹かれている。

### ネット世界
ネットヴィーナス
声 - 清水香里
勇太やピポパがネット世界でピンチに陥ると幾度となく救ってくれる謎の女性。ネットゴーストなのか否かはっきりしていない謎の存在だったが、サヤカがネットダイブした時の姿で、サヤカとは性格が異なる。勇太たちはネットヴィーナスの正体を知り、共に行動しネット世界を守っている。また「ネットヴィーナス」という呼び方も、ネットゴースト達の間でいつの間にか定着していた呼び名である。ネット世界を守ることが真の目的で、始めはプーをデリートしようとしていたが、勇太たちの熱い友情に感情が打たれ、プーを助けてくれた。
勇太たちに正体が知られたのちは、本来の髪型に近い姿に変わった。ネット世界では「サヤカ」と呼ばれるのを嫌う。
プログラムやウイルスを分解することのできるケーブル状の武器を持っており鞭のように操って対象をデリートする。
エコロン
声 - 石川綾乃
エコロジーのサイトに住むネットゴースト。ゴミの分別にうるさい。肩に乗れるくらい小さい。怖がり屋で生意気な性格。ひかると友達になった証に頭につけている、花飾りをプレゼントした。その後もひかると仲が良く、共に行動したりひかるからサイトに遊びに来てくれるようになった。ひかるはエコロンと指を合わせることでネットダイブできる。
本作品の第21話から登場する。
ビボバ
ピポパの3匹と同様、いつも3匹で行動しているネットゴーストたち。それぞれ「ビット」（声：丸山壮史）、「ボット」（声：木下紗華）、「バット」（声：儀武ゆう子）という名を持つ。ピポパの3匹を勝手にライバル視しており、何かにつけて勝負を仕掛けている。しかしいつも結果はビボバ側の惨敗に終わる。カズシゲのアドバイスにより健闘を見せるがプーに勝利を持っていかれ結果は有耶無耶になってしまった。現在カズシゲの手下となっている。ダイナゴンを心酔している。自称文学系。ビットはピットと同様に体を変身させることができる。
プリリン
声 - 世戸さおり
十三のパソコンデータに住んでいるネットゴースト。十三のパソコンには40年以上住んでおり、十三に「ジュウサマ」と呼び気を寄せており、彼の仕事の手伝いもしている。第29話で十三に初めて顔出しした。
トラベン
声 - 三戸崇史
鉄道などの交通機関の管理サイトに住む。
サーチン
声 - 丸山壮史
検索サイト内に住む、とても物知りなネットゴースト。大樹の姿をしている。
ショッピン
声 - COON
勇太の母・優子が利用しているショッピングサイト内に住むネットゴースト。
グルマン
声 - 丹沢晃之
上舞第三小学校の栄養管理サイト内に住むネットゴーストで、学校内のカフェテリアの食事メニューの調理及びその管理を担っている。普段は気弱で、ネットワークを通じて侵入してきたピポパたちの悪戯にも最初は振り回されていたが、怒ると性格が豹変する。「 ○○なんだな」が口癖。
テオドール
声 - 大川透
画像ファイルばかりが集まるサイト内に住む、西洋紳士のような姿をしたネットゴースト。生き物のように動く緑色のトランクを持っており、これを用いて他のサイト内や回線を通じて到達したユーザーのパソコン内などから画像ファイルを盗み出してコレクションしている。少し変わった美的感覚の持ち主で、常人の目には何の変哲もないように映る単純な絵でも感動したりする。
ホルルン / テルルン
声 - COON（ホルルン）、儀武ゆう子（テルルン）
旅館「雪谷亭」のサイト内に住む、仲居のような姿をしたネットゴースト。更新が停止し、訪問する者も誰もいなかったサイト内は荒れ放題になっていたが、勇太たちの活躍によりネットゴーストが再び訪問するようになった。
ルーアン
声 - 飯島肇
インターネットテレビなどの動画配信サイトを巡回し、そこで配信されている様々な動画を見て楽しんでいるネットゴースト。特に映画を見るのが好きらしい。
コスモン
声 - 世戸さおり
宇宙のサイトに住んでいるネットゴースト。宇宙のことについて何でも説明してくれる。
オリオリ / ヒコヒコ
七夕サイトに住んでいるネットゴースト。織姫と彦星がモチーフ。「1人でたくさんの願い事は禁止です!」「そうよ! 他の人に迷惑です!」が決めゼリフで、怒ると2人は「ミルキー・ウェイ!」の掛け声と共にタナバタマンに巨大変身するが、やることは変わらず、同じ言葉で繰り返し注意するだけである。
メモリン
声 - 木下紗華
ひかるの父のパソコンデータに住んでいたネットゴースト。データが消えた後、自身も消えていくが、その後復活を果たす。
アタルン
声 - 矢口アサミ
占いサイトに住んでいるネットゴースト。容姿はおばあさん。
ヤジナビ
交通管理システムのサイトに住むネットゴースト。方角など教えてくれる。
クリーニン
声 - 丹沢晃之
上舞市のゴミ処理場のサイトに住んでいるネットゴースト。
ダガシン
声 - 丸山壮史
駄菓子屋のサイトに住んでいるネットゴースト。ピポパたちに紙芝居を読んであげた。
ヤクスン
声 - 深津智義
翻訳サイトに住んでいるネットゴースト。
デレクトン
声 - 魚建
ネットアイドルのサイトに住んでいるネットゴースト。
ツーリストン
声 - 丸山壮史
旅行サイトに住んでいるネットゴースト。
カプルン
声 - 川野剛稔
上舞市の病院サイトに住んでいるネットゴースト。

### ドリームフューチャー社
ドクターフォレスト
声 - 飯島肇
ドリームフューチャー社の創始者。守の祖父。ひかるの祖父・十三の大学時代の学友。十三とは考え方・論理が正反対。10年前にネットダイブを試みるも、セイレーンが拒絶したことにより、意識がネット世界に取り残されたままとなっていた。しかし、守が見舞いに来た際、彼の意識と同化し、ディバイン・フォレストとなった。
最期は、ディバインが消滅したのち、自分の考え方が愚かだったことを認めて消滅し、現実世界でも死亡した。
ディバイン・フォレスト
声 - 中村悠一
四天王や勇太たちの前に突如現れた人物。ネットゴーストをネットモンスター化し、ネット世界を支配しようとしている。守とドクターフォレストとの精神が融合して生まれた。性格は守と違い冷酷かつ非道な部分が目立ち四天王も彼にとっては駒の一つでしかなく四天王から恐れられている。だが完全にフォレストに支配されておらず、オリハルコンのかけらをフォレストに精神を取られる前に勇太に渡すがその後、守に体を取られなくするためにフォレストにより精神を支配するリングを装着する。オリハルコンのかけらを四天王に集めさせて最後のかけらを手に入れてオリハルコンによる新世界に向かうが、勇太との友情に負けて守とフォレストの精神が分離してディバイン本人は怒り狂った表情と片目に涙を流しながら消滅した。 本作品の第32話から登場する。
四天王から「ディバイン様」と呼ばれている。
ドリームフューチャー四天王（ドリームフューチャーしてんのう）
ドリームフューチャー社のデータだけの幹部たち。
アッシュ
声 - 元村哲也
アメリカ支部長。カウボーイハットを被ったギャンブラー風の人物で主にトランプカードを愛用している。ディバイン登場時は彼に反抗的だったがディバインの圧倒的な力を目のあたりにし彼に忠誠を誓う。本社サイトが風間が用意したプログラム「セイレーンプログラム」の攻撃を受けた際は、自ら出撃し大勢の本社プログラムを用いて戦いを挑むなど、かなり無謀な行動に出てしまい、その結果、大勢のセイレーンプログラムの攻撃を受けて消滅する。ディバインのことを信頼していたようで、彼の「永遠の命を約束する」という言葉を信じていたらしく、消滅する際に彼の名を叫んだがディバインから見て四天王は捨て駒だったらしく他のメンバーがアッシュの死を惜しんでいる一方でディバインは「データが一つ消去されただけ」と発言し他のメンバー（主にモハンマド）に不信感を持たせる。
ランガ
アジア支部長。インド風の衣装を身に着けた美女で四天王の紅一点。主に化粧道具を愛用しメイクで自分の美しさに磨きをかけている。ディバインの命令により「オリハルコンのかけら」を探して偶然かけらを持っていた雪谷花梨に狙いをつけて彼女が逃げ込んだ「雪谷亭」のサイトで客を装い、ホルルンとテルルンをネットモンスター化させて勇太たちを襲わせるが、敗北してしまうもかけらを手に入れることに成功する。全てのかけらを手に入れるべく勇太たちを「ダムサイト」でフランソワと共に待ちかまえて勇太たちを追い込むが、直後に来たサヤカたちに敗れてしまい、直後にディバインに捨て駒にされた上ネットモンスター化して勇太やサヤカたちに襲いかかるが、敗北してディバインに呪いの言葉を吐き捨て消滅する。
フランソワ
ヨーロッパ支部長。容姿はヨーロッパの貴族風のファッションと女性と間違える程の美形でややナルシストな人物。
主にバラを愛用しそれが武器にもなる。またフランス語を発言する時がある。ランガ同様にディバインの命令により「オリハルコンのかけら」を探してかけらを探知するレーダーで「赤ちゃんサイト」に目をつけて勇太たちの後を追い、そこで10年前のドクターフォレストとセイレーンのネット事件と勇太たちがネットダイブ出来るきっかけを目撃する。その後、かけらを手に入れるべくそのサイトの住人をネットモンスター化させて勇太たちが戦闘している間にかけらを奪って逃亡する。全てのかけらを手に入れるべく勇太たちを「ダムサイト」でランガと共に待ち受けて勇太たちを追い込むが、直後に来たサヤカたちにランガ共々倒されてしまい直後にディバインに捨て駒にされてネットモンスター化して勇太やサヤカたちに襲い掛かるが、敗北してランガと共にディバインに呪いの言葉を吐き捨て消滅する。なおネットダイブできる子どもとネットゴーストの繋がりと今回の事件のキーパソンを目撃した人物は勇太たちを除けば彼だけである。
モハンマド
声 - 原田晃
北アフリカ支部長。見た目は高級スーツを着たアラブ系の商人風で四天王のリーダー格。ビジネスのことを第一に考える人物で金にならない話には全く興味を示さない。
ドリームフューチャーに忠実で風間の逮捕後、平目を利用しディバインと共にドリームフューチャーを裏で支配する。ディバインの命令で「オリハルコンのかけら」探して「イベントサイト」でかけらを発見しサイトの住人をネットモンスター化し勇太に襲わせるが敗北するもかけらを手に入れたことで勇太たちに皮肉な言葉を残す。他の四天王よりもディバインへの不信感があり他のメンバーを犠牲にすることも問わない彼に疑問を感じつつ彼に忠誠を誓うが、目的はあくまでネット世界の支配するためであり最後のかけらを手にいれた際にネット世界を破壊すると知り、ディバインの本性に怒りを露して彼に反撃するが、すでに体に仕込まれたウイルスにより強制的にネットモンスター化して勇太たちを襲う。最終的にひかるたちのワクチンにより元に戻るが、直後のオリハルコンの覚醒により自分だけオリハルコンの影響を受けてディバインの名を叫び消滅する。
風間 ジン（かざま ジン）
声 - 矢部雅史
ドリームフューチャー社日本支社長。同社が運用するスーパーコンピュータ「セイレーン」との対話を試みている。またネット世界を支配しようとしている。ネット上に生命体らしきものが存在することを知っており、更には「ネットゴースト以外の何か」の存在も知っているようである。逮捕されていたが、釈放され自宅マンションで部下たちと何かを企んでいた。しかし、再び捜査の手が入る前に逃走し、ネットダイブを試みるも失敗、そのまま意識不明となった。最終回にて坂本と共に登場し、新たなるウイルスを手にしていた。
坂本 あずさ（さかもと あずさ）
声 - 高垣彩陽
風間の許で風間のスケジュールなどの管理を任されている女性社員。
平目 富雄（ひらめ とみお）
声 - 丹沢晃之
元係長。風間の逮捕後に、日本支社の社長に就任した。大勢のオペレータとワクチンプログラムを用いてネットゴーストを捕獲しようとするが、いつもピポパや勇太たちにネットワーク内を掻き乱されては失敗している。
真知子（まちこ）
声 - 矢口アサミ
勇太の母・優子の所属する部署の部下の若い女性社員。
関原 貴志（せきはら たかし）
声 - 深津智義
セキュリティフロアのオペレーター。
大江 政博（おおえ まさひろ）
声 - 原田晃
セキュリティフロアのオペレーター。眼鏡着用。

### 秋川家
秋川 健太（あきかわ けんた）
声 - 志村知幸
勇太の父。職業はフリーのカメラマン。妻の優子とは今でも仲睦まじく、優子におはようのキスをするのが日課。第50話で勇太がネット世界に行っていることを知る。
秋川 優子（あきかわ ゆうこ）
声 - 世戸さおり
勇太の母。ドリームフューチャー社でプログラマとして働いており、所属する部署ではチーフを任されている。家族思いの優しいお母さん。第50話で勇太がネット世界に行っていることを知りショックを受け、その後シゲオがカズシゲにゲンコツを加えるより先に勇太の頬を張った。

### 祖父江家
祖父江 十三（そふえ じゅうぞう）
声 - 丸山壮史
ひかるの祖父で、上舞大学の教授。専門は情報工学。ネットフィールドにおける人間のマインドアルゴリズムの研究の第一人者で、人工知能の世界的権威である。花梨の祖父・花彦が生きていた頃、雪谷亭のホームページを作るように頼まれたことがあり、花彦とは交友が深かった。ひかるのことを溺愛しており、ひかるが家に男友達を連れてくると機嫌が悪くなる。ひかるにとっては優しいおじいちゃん。大のプリン好き。勇太達が今まで秘密にしていたネットダイブの件は、仕方なく聞き受けてくれた。勇太がこの話をしたことから勇太に対する接し方が変わるようになる。
ひかるの父
声 - 深津智義
雑誌の編集の仕事をしている。ひかるの母とは離婚している。片付けや整理整頓が苦手で、またひかるによると一週間風呂に入らないこともあるらしい。しかしひかるのことはいつも大事に思っており、ひかるの思い出の写真などは大事に保管していた。
ひかるの母
声 - 水森志寿香
お菓子作りの研究家。現在ひかるの家族は別居している。

### 進藤家
守の父
声 - 丸山壮史
母方の祖父・アレックスに結婚を反対され、守の母親と駆け落ちしたという。
守の母
声 - 井上奈々子
本名は「進藤レオナ」。髪型はロングヘアの金髪。守からは「お母さん」と呼ばれる。自分の父親を嫌っている。自分の父親にどんどん似ていく守を心配している。

### 江ノ島家
江ノ島 シゲオ（えのしま シゲオ）
声 - 丸山壮史
カズシゲの父親。頑固な性格。上舞銀座商店街の会長である。和菓子屋の店長で、相沢にネット宅配の仕事を任している。

### 雪谷家
雪谷 月乃（ゆきたに つきの）
声 - 久保田民絵
花梨の祖母で旅館の女将。花梨の祖父・花彦が亡くなってから、旅館が繁盛しなくなり雪谷亭のホームページも閉鎖していて、今までホームページを嫌っていた。しかし、花梨の説得で大事なことを思い出し、ホームページを再開することを決意した。その後も旅館は繁盛している。
雪谷 花代（ゆきたに はなよ）
声 - 木下紗華
花梨の母。
雪谷 月彦（ゆきたに つきひこ）
声 - 丹沢晃之
花梨の父。

### その他
相沢 譲（あいざわ ゆずる）
声 - 東地宏樹
突如上舞市にやってきた謎の青年。フリーターの男性を装い、「新しい生活と仕事を求めて上舞市にやってきた」ふりをしていて、実際は情報管理局員で、ドリームフューチャー社の実態を調査している。
偽りの顔としては仕事を選り好みしたり、トラブルを平然と起こしているように見せている。しかし、穏やかな性格で人と話をするのが好きなので、会う人々から好かれ、出先でした世間話が縁で新しく仕事を取ってきたりしている。エリ子に惹かれている。
本作品の第9話から登場する。
セイコ・エレンコワ
声 - 清水香里
サヤカの母親。病気のため入院している。昔、十三の助手をしていた。十三がドリームフューチャー社から離れた後は一人で研究を続けていたらしく、ネットダイブシステムを作り出した。ドリームフューチャー社の過去を勇太たちに明かした。
東海林（しょうじ）
声 - 元村哲也
ひかるの祖父・十三の部下。上舞大学勤務。
海原 大洋（かいばら たいよう）
声 - 石住昭彦
バイキングテレビの社長。同社は海原の意思でなくドリームフューチャー社と合併する。

## ネット世界・ネットダイブ
ネット世界
本作におけるネットの世界は宇宙空間のようになっており、各プロバイダが星のように漂っている。ウェブサイトはそのプロバイダの中に泡のようにして存在している。そして、デジタルデータがプロバイダを結ぶケーブルによって行き来している。ネットゴースト及び一部のコンピュータウイルスは、ケーブルの制限を受けずに自由にネット空間を行き来することができる。仮想重力であるためほぼ無重力に近い状態である。
ネットの世界と現実世界では時の流れが異なっている。10話で勇太がそのことに気付いた。
現実世界ではインターネットが中心となっているためネット世界で事件等が起こると度々その干渉を受けてシステムの不具合が起こる。
ネットダイブ
ネット世界に行くこと。
ネット世界から現実世界に戻るにはネットダイブした場所へ行く必要がある。

## 用語
ネットゴースト
ネット世界に住む、プログラムでもコンピュータウイルスでもない「自由」な存在。普通の人間にはその存在を知られていない。
ほとんどのネットゴーストはサイトに棲みついている。
ピポパの3匹は「凄いネットゴーストになること」を目指しているが、それが何を意味するものなのかは本人たちも解っていない。
ネットチャイルド
ネットダイブをする子供。勇太たちのことである。彼らはネットダイブをすると現実世界とは異なり、身体が3頭身になる。
ネットモンスター
ウイルスによって凶暴化したネットゴースト。ネットモンスターを倒すためには、ウイルスコアを取り除く必要がある。
上舞市（かみまいし）
勇太の住む街。以前の街並みを残しながらの情報ネットワーク化が急速に進められたITモデル都市で、セキュリティも万全とされている。
立地的には神奈川県藤沢市江の島を参考にしており、「上舞」の名前の由来は「上舞」を別の読み方で読んだ「ウェブ」から。
上舞第三小学校（かみまいだいさんしょうがっこう）
勇太の通う学校。IT化が進んでいる。机のパソコンを使ったり食堂で注文したりするには携帯電話が必要である。
ドリームフューチャー社（ドリームフューチャーしゃ）
上舞市の全てのプログラム管理を受け持つ企業。ネット世界から世界を支配しようと企てている。世界各地に支社がある。
日鷹小学校（ひだかしょうがっこう）
勇太が転校前に通っていた北海道の学校で守は今も通っている。勇太と守のタイムカプセルがある。
ネットクエイク
10年前に反響を及ばした、ネット世界を破壊寸前にまで追いやった力。またプーがもっているその力。正式名称は「サイレント・オブ・ワンミニット」。
オリハルコンのかけら
サンクチュアリへ行くために必要な欠片。

## 次回予告
次回予告は本編映像は使われず勇太、ピット、ポット、パットの4人（27話以降はプーが加わる）がアフレコスタジオでその週の回の感想を話す。週によってはひかるやカズシゲなども登場する。

## スタッフ
- 企画 - 増田孝、澤田 寛人（テレビ東京）

- 原作・製作 - テレビ東京、ミルキーカートゥーン
- 原案 - イワタナオミ
- 連載 - 月刊ケロケロエース（角川書店、鈴木小波）
- 監督 - 木村真一郎
- シリーズ構成 - 山田靖智
- キャラクター原案 - イワタナオミ、マルコーヒマワリ
- キャラクターデザイン - 小沼克介、岩佐とも子
- メカニック・プロップデザイン - 森木靖泰、岩畑剛一
- 総作画監督 - 小沼克介、岩佐とも子、山形孝二（第49話のみ）
- アクション作画監督 - 近藤高光
- 美術監督 - 根本邦明
- 美術設定 - 金平和茂
- 色彩設計 - 宮川貴江
- 撮影監督 - 渡辺宣之
- 編集 - 坂本雅紀
- 音響監督 - 高橋剛
- 音楽 - 岩﨑元是
- プロデューサー - 山川典夫（第1話 - 第13話）→東不可止・吉多奈央（第14話 - 第51話）、登川竹直、渡邊学
- 製作協力 - transcosmos
- アニメーション制作 - スタジオ雲雀

## 主題歌
オープニングテーマ
「パスワード@PIPOPA」（第2話 - 第4話）
歌 - 豊後敦子 / 作詞 - イワタナオミ / 作曲・編曲 - 岩﨑元是
第51話のエンディングテーマとして合唱で使用された。
「Get On Up」（第5話 - 第26話）
歌 - 杉本姉妹 / 作詞 - Yoko Hiji / 作曲 - Ryuichiro Yamaki
「パスワード@PIPOPA」（第27話 - 第50話）
歌 - COON / 作詞 - イワタナオミ / 作曲 - 岩崎元是 / 編曲 - 蔵屋智久
エンディングテーマ
「星キラリ」（第1話 - 第26話）
歌 - COON / 作詞 - 野口圭 / 作曲 - 暮部拓哉
「ヴァーチャル☆ラブ」（第27話 - 第50話）
歌 - 杉本姉妹 / 作詞 - Yoko Hiji / 作曲 - Ryuichiro Yamaki

## 各話リスト
| 話数 | サブタイトル                   | 脚本           | 絵コンテ         | 演出             | 作画監督                   | 放送日         |
| ---- | ------------------------------ | -------------- | ---------------- | ---------------- | -------------------------- | -------------- |
| 1    | ヨウコソ@ネットセカイヘ        | 山田靖智       | 木村真一郎       | 鈴木行           | 山形孝二                   | 2008年 4月6日  |
| 2    | カエリタイ@カエレナイ          | 山田靖智       | 木村真一郎       | 松浦錠平         | 高野和史 佐藤敏明 津曲大介 | 4月13日        |
| 3    | ガッコウヘ@イコウ!?            | あみやまさはる | 所俊克           | 左藤洋二         | アミサキリョウコ           | 4月20日        |
| 4    | ヒカル@プリン@オジイチャン     | 伊藤美智子     | 横山淳一         | 齋藤徳明         | 梶浦紳一郎 山形孝二        | 4月27日        |
| 5    | ビボバ@サンジョウデゴザイマス  | 滝晃一         | 白土武           | いとがしんたろー | 安形佳己                   | 5月4日         |
| 6    | チャンネル@ウォーズ            | 樋口達人       | 岡佳広           | 美甘義人         | 鎌田祐輔                   | 5月11日        |
| 7    | リョカン@ユキタニテイ          | 伊藤美智子     | 松浦錠平         | 松浦錠平         | 松下純子 高野和史          | 5月18日        |
| 8    | ユウタ@カイシャホウモン        | 山田靖智       | 鈴木行           | 鈴木行           | 山形孝二 山田勝            | 5月25日        |
| 9    | ハタラケ@アイザワ              | あみやまさはる | 所俊克           | 中村近世         | アミサキリョウコ           | 6月1日         |
| 10   | マモルトユウタ@                | 滝晃一         | 玉川真人         | 玉川真人         | 井口忠一                   | 6月8日         |
| 11   | オペレーション@ピポパ          | 樋口達人       | 白土武           | 左藤洋二         | 澤田貴秋 若野哲也          | 6月15日        |
| 12   | ネットサーファー@ユウタ        | 山田靖智       | 松浦錠平         | 矢花馨           | 松下純子 佐藤敏明          | 6月22日        |
| 13   | ヒカル@ネットダイブ            | 山田靖智       | いとがしんたろー | いとがしんたろー | 安形佳己                   | 6月29日        |
| 14   | タナバタ@バージョンアップ!?    | あみやまさはる | 所俊克           | 斎藤徳明         | 梶浦紳一郎                 | 7月6日         |
| 15   | ネットゴースト@ダイシュウゴー! | 滝晃一         | 岡佳広           | 岡佳広           | 鎌田祐輔                   | 7月13日        |
| 16   | ヒカル@ヤクソク@ナツヤスミ     | 樋口達人       | 玉川真人         | 玉川真人         | 山形孝二 井口忠一          | 7月20日        |
| 17   | ダイスキ@ジュウサマ♥           | 伊藤美智子     | 松浦錠平         | 松浦錠平         | 佐藤敏明 松下純子          | 7月27日        |
| 18   | マモル@                        | 山田靖智       | 白土武           | 美甘義人         | 山田勝                     | 8月3日         |
| 19   | カズシゲ@マナツノユメ          | あみやまさはる | 鈴木行           | 鈴木行           | 安形佳己                   | 8月10日        |
| 20   | マイゴ@マイゴ@マイゴ           | 樋口達人       | 博多正寿         | 中村近世         | アミサキリョウコ           | 8月17日        |
| 21   | スイーパー@ヒカル              | 伊藤美智子     | 所俊克           | 左藤洋二         | 澤田貴秋                   | 8月24日        |
| 22   | （カズシゲ+ビボバ）2@          | 滝晃一         | 木村真一郎       | 磨積良亜澄       | アベ正己 一居一平          | 8月31日        |
| 23   | プー@セイレーン                | 山田靖智       | ウシロシンジ     | いとがしんたろー | 奈良岡光                   | 9月7日         |
| 24   | プー!@プー!@プー!              | あみやまさはる | 松浦錠平         | 松浦錠平         | 佐藤敏明 松下純子          | 9月14日        |
| 25   | ピポパ@ピポパプー!             | 樋口達人       | 下田正美         | 玉川真人         | 伊佐英朗                   | 9月21日        |
| 26   | @ミンナダイスキ                | 滝晃一         | 白土武           | 齋藤徳明         | 梶浦紳一郎                 | 9月28日        |
| 27   | ネットゴースト@ピポパプー?     | 伊藤美智子     | 美甘義人         | 美甘義人         | 山形孝二                   | 10月5日        |
| 28   | サヤカ@テンコウセイ            | 樋口達人       | 所俊克           | いとがしんたろー | 鎌田祐輔                   | 10月12日       |
| 29   | ナリタイ@ネットアイドル☆       | 滝晃一         | 竹下健一         | 中村近世         | 山田勝                     | 10月19日       |
| 30   | スランプ@ポエム@ダイナゴン     | あみやまさはる | 松浦錠平         | 松浦錠平         | 佐藤敏明 松下純子          | 10月26日       |
| 31   | ケイサン@パ@パット             | 山田靖智       | 岡佳広           | 岡佳広           | アベ正己 一居一平          | 11月2日        |
| 32   | ホップ@スタンプ@レベルアップ   | 樋口達人       | 玉川真人         | 玉川真人         | 伊佐英朗 梶浦紳一郎        | 11月9日        |
| 33   | ギガ@パニック!                 | あみやまさはる | 齋藤徳明         | 齋藤徳明         | 岩佐とも子                 | 11月16日       |
| 34   | トラベル@トラブル@ラブラブ     | あみやまさはる | 鈴木行           | 鈴木行           | 山形孝二                   | 11月23日       |
| 35   | ワタシ@ワルクナイ              | 滝晃一         | 下田正美         | 左藤洋二         | 澤田貴秋 山内亜紀          | 11月30日       |
| 36   | @ネットヴィーナス              | 樋口達人       | 松浦錠平         | 松浦錠平         | 佐藤敏明 松下純子          | 12月7日        |
| 37   | マモル@ユウタ                  | 伊藤美智子     | 博多正寿         | 磨積良亜澄       | 成川多加志                 | 12月14日       |
| 38   | ユウタ…@                       | 山田靖智       | いとがしんたろー | いとがしんたろー | 鎌田祐輔                   | 12月21日       |
| 39   | プログラム@セイレーン          | 山田靖智       | 玉川真人         | 玉川真人         | 伊佐英朗                   | 12月28日       |
| 40   | ズット@イッショ                | 山田靖智       | 所俊克           | 齋藤徳明         | 山形孝二                   | 2009年 1月11日 |
| 41   | アエナイ…@アイタイ!            | 伊藤美智子     | 奥田誠治         | 美甘義人         | アベ正己 一居一平          | 1月18日        |
| 42   | レジェンド@オリハルコン        | あみやまさはる | 松浦錠平         | 松浦錠平         | 佐藤敏明 梶浦紳一郎        | 1月25日        |
| 43   | ネット@タンテイダン            | 滝晃一         | 所俊克           | いとがしんたろー | 澤田貴秋 山内亜紀          | 2月1日         |
| 44   | ラビリンス@ディバイン          | 山田靖智       | 中村近世         | 中村近世         | 梶浦紳一郎                 | 2月8日         |
| 45   | バレンタインデー@ト♥           | あみやまさはる | 玉川真人         | 玉川真人         | 櫻井このみ 小山知洋        | 2月15日        |
| 46   | フシギノクニノ@カリン          | 滝晃一         | 岡佳広           | 岡佳広           | 成川多加志                 | 2月22日        |
| 47   | バブバブ@ピポパ                | 伊藤美智子     | 博多正寿         | 磨積良亜澄       | 山形孝二                   | 3月1日         |
| 48   | サイゴノ@カケラ                | あみやまさはる | 松浦錠平         | 松浦錠平         | 梶浦紳一郎 佐藤敏明        | 3月8日         |
| 49   | オトナタチ@コドモタチ          | 滝晃一         | 奥田誠治         | 美甘義人         | アベ正己 一居一平          | 3月15日        |
| 50   | @スクエ!!                      | 山田靖智       | 鈴木行           | 鈴木行           | 鎌田祐輔                   | 3月22日        |
| 51   | キミト@ネットセカイヘ!         | 山田靖智       | 木村真一郎       | いとがしんたろー | 小沼克介 岩佐とも子        | 3月29日        |

- 2009年1月4日の放送は『ポケモン☆サンデー』の特別番組放送のため休止された。第40話の放送は次週の2009年1月11日に放送された。

## 放送局
| 放送地域       | 放送局               | 放送期間                                            | 放送日時                                          | 放送系列       | 備考                          |
| -------------- | -------------------- | --------------------------------------------------- | ------------------------------------------------- | -------------- | ----------------------------- |
| 関東広域圏     | テレビ東京           | 2008年4月6日 - 2009年3月29日                        | 日曜 8:30 - 9:00                                  | テレビ東京系列 | 製作局                        |
| 北海道         | テレビ北海道         | 2008年4月6日 - 2009年3月29日                        | 日曜 8:30 - 9:00                                  | テレビ東京系列 |                               |
| 愛知県         | テレビ愛知           | 2008年4月6日 - 2009年3月29日                        | 日曜 8:30 - 9:00                                  | テレビ東京系列 |                               |
| 大阪府         | テレビ大阪           | 2008年4月6日 - 2009年3月29日                        | 日曜 8:30 - 9:00                                  | テレビ東京系列 |                               |
| 岡山県・香川県 | テレビせとうち       | 2008年4月6日 - 2009年3月29日                        | 日曜 8:30 - 9:00                                  | テレビ東京系列 |                               |
| 福岡県         | TVQ九州放送          | 2008年4月6日 - 2009年3月29日                        | 日曜 8:30 - 9:00                                  | テレビ東京系列 |                               |
| 日本全域       | トゥーン・ディズニー | 2009年2月18日 - 7月15日                             | 平日 18:30 - 19:00                                | CS放送         | サイドカット                  |
| 日本全域       | AT-X                 | 2009年6月17日 - 8月14日 2009年8月24日 - 9月2日      | 平日 7:00 - 7:30                                  | CS放送         | サイドカット リピート放送あり |
| 日本全域       | ディズニーXD         | 2009年8月2日 - 10月3日 2009年10月4日 - 2010年2月7日 | 土曜・日曜 12:30 - 13:00 土曜・日曜 12:00 - 12:30 | CS放送         | サイドカット                  |

## 漫画版
鈴木小波による作画で角川書店『ケロケロエース』に漫画版が連載された。プーやカズシゲなど一部のキャラクターは登場していない。
- 鈴木小波（作画）・テレビ東京（原作）・ミルキーカートゥーン（原作）・イワタナオミ（原案）『ネットゴーストPIPOPA』角川書店〈ケロケロエースコミックス〉、全2巻
  1. 2008年12月26日発売[2]、ISBN 978-4047160095
  2. 2009年3月26日発売[3]、ISBN 978-4047160156

## ゲーム
『ネットゴーストPIPOPA ピポパ×DS@ダイボウケン!!!』は2009年2月26日にディンプルから発売された、ニンテンドーDS用ゲームソフト。ジャンルはRPGで3匹のネットゴーストをタッチペンで操作する。